# مهرجان الخليج للإذاعة والتلفزيون
مهرجان الخليج للإذاعة والتلفزيون حدث فني إعلامي خليجي ينظمه جهاز إذاعة وتلفزيون الخليج لمجلس التعاون لدول الخليج العربية الذي تأسسس بتاريخ 8 فبراير 1977م بناء على توصية أصحاب المعالي وزراء الإعلام في مؤتمرهم الثاني الذي عقد في الرياض ، وقد جرى تحديد مدينة الرياض بالمملكة العربية السعودية مقرا للجهاز ليقام سنوياً في كل دولة عضوة بالجهاز ويضم في عضويته كلا من :
- الإمارات العربية المتحدة
- مملكة البحرين
- المملكة العربية السعودية
- سلطنة عمان
- دولة قطر
- دولة الكويت
- الجمهورية اليمنية
- جمهورية العراق

يقام في إطار المهرجان سوق للإنتاج الإذاعي والتلفزيوني، تنظمه إدارة المهرجان، أو الجهة التي يتم الاتفاق معها على تنظيمه، ، وتشارك فيه الهيئات والشركات العاملة في هذا المجال، لعرض إنتاجها بغرض البيع أو التبادل أو الدعاية، ولكل هيئة أو شركة الحق في دعوة من تراه من الفنانين الذين يشاركون في أعمالها، على أن تتحمل نفقات سفرهم وإقامتهم، وقد تمَّ الاتفاق في هذه الدورة مع إحدى الشركات المتخصصة التي تتولى إنشاء السوق وإعداد التجهيزات الخاصة به

## المسابقات
- مسابقة الأعمال الإذاعية بين الإذاعات الخليجية الخاصة
- مسابقة الأعمال الإذاعية بين الهيئات الأعضاء (أي الحكومي)
- مسابقة الأعمال التلفزيونية بين الهيئات الأعضاء (أي الحكومي)
- مسابقة الأعمال التلفزيونية بين بين شركات الإنتاج الخاصة الخليجية والعربية
- مسابقة الإعلام الجديد (الإعلام إلكتروني)

و يتم تكريم أو خوض هذه المسابقات بفروع و أنواع هي كالأتي :-  
- البرامج الإذاعية أو التلفزيونية ( منوعات، حوارية , رياضية، تسجيلية , مسابقات، دينية , ثقافية، اقتصادية , الأسرة، الأطفال , توعوي، بيئي )
- المسلسلات الإذاعية أو التلفزيونية (تاريخية، اجتماعية , كوميدية، كارتونية )